# Colaspidea pomonae
Colaspidea pomonae är en skalbaggsart som beskrevs av Henry Clinton Fall 1933. Colaspidea pomonae ingår i släktet Colaspidea och familjen bladbaggar. Inga underarter finns listade i Catalogue of Life.